# Anacolosa papuana
Anacolosa papuana är en tvåhjärtbladig växtart som beskrevs av Schellenb.. Anacolosa papuana ingår i släktet Anacolosa och familjen Aptandraceae. Inga underarter finns listade i Catalogue of Life.